# Dicaeum geelvinkianum
A Dicaeum geelvinkianum a madarak osztályának verébalakúak (Passeriformes) rendjébe és a virágjárófélék (Dicaeidae) családjába tartozó faj.

## Rendszerezése
A fajt Adolf Bernard Meyer német ornitológus írta le 1874-ben.

## Alfajai
- Dicaeum geelvinkianum albopunctatum Albertis & Salvadori, 1879
- Dicaeum geelvinkianum centrale Rand, 1941
- Dicaeum geelvinkianum diversum Rothschild & Hartert, 1903
- Dicaeum geelvinkianum geelvinkianum A. B. Meyer, 1874
- Dicaeum geelvinkianum maforense Salvadori, 1876
- Dicaeum geelvinkianum misoriense Salvadori, 1876
- Dicaeum geelvinkianum obscurifrons Junge, 1952
- Dicaeum geelvinkianum rubrigulare Albertis & Salvadori, 1879
- Dicaeum geelvinkianum rubrocoronatum Sharpe, 1876
- Dicaeum geelvinkianum setekwa Rand, 1941
- Dicaeum geelvinkianum violaceum Mayr, 1936[2]

## Előfordulása
Ausztráliában és Új-Guinea szigetén, Indonézia és Pápua Új-Guinea területén honos. Természetes élőhelyei a szubtrópusi és trópusi síkvidéki és hegyi esőerdők, szavannák, valamint ültetvények és vidéki kertek. Állandó, nem vonuló faj.

## Megjelenése
Testhossza 9 centiméter.

## Természetvédelmi helyzete
Az elterjedési területe nagyon nagy, egyedszáma pedig stabil. A Természetvédelmi Világszövetség Vörös listáján nem fenyegetett fajként szerepel.